# Do Over
Do Over : Retour vers le passé (Do Over) est une série télévisée américaine en quinze épisodes de 22 minutes, créée par Kenny Schwartz et Rick Wiener et dont seulement onze épisodes ont été diffusés entre le 19 septembre et le 5 décembre 2002 sur The WB.
En France, la série a été diffusée à partir du 5 décembre 2007 sur Europe 2 TV. Elle reste inédite dans les autres pays francophones.

## Synopsis
Joel Larsen est un homme âgé de 34 ans, son père provoque un incendie dans sa cuisine, Joel arrive à sa maison, son père et sa sœur Cheryl sont devant une ambulance. Cheryl joue avec un défribilateur et le pose sur le crâne de son frère qui reçoit une décharge et se retrouve 20 ans en arrière, en 1981, à l'âge de 14 ans, mais il garde sa mémoire de ses 34 ans. Joel a alors l'opportunité de changer sa vie.

## Fiche technique
- Titre original : Do Over
- Titre français : Do Over : Retour vers le passé
- Création : Kenny Schwartz et Rick Wiener
- Musique : Marc Bonilla
- Société de production : Littlefield Company, 3 Hounds Productions, MHS Productions, Paramount Network Television
- Société de distribution : The WB
- Pays d'origine :  États-Unis
- Langue : anglais
- Format : couleur - 35 mm (Panavision) - 1,33:1 - son stéréo

- Genre : comédie
- Nombre d'épisodes : 15 (1 saison)
- Durée : 22 minutes
- Dates de première diffusion :
  - États-Unis : 19 septembre 2002
  - France : 5 décembre 2007

## Distribution

### Acteurs principaux
- Penn Badgley (VF : Hervé Grull puis Alexandre Gillet) : Joel Larsen
- Angela Goethals (VF : Alexia Lunel) : Cheryl Larsen, sœur de Joel
- Josh Wise (VF : Alexandre Aubry) : Pat Brody, meilleur ami de Joel
- Natasha Melnick (VF : Delphine Braillon) : Isabelle Meyers, amie de Joel
- Michael Milhoan (VF : Bernard Tiphaine) : Bill Larsen, père de Joel
- Gigi Rice (VF : Hélène Chanson) : Karen Larsen, mère de Joel
- Tom Everett Scott (VF : Alexandre Gillet) : Joel, adulte (narrateur, voix off)

 Source et légende : version française (VF) sur RS Doublage

### Acteurs récurrents et invités
- Melinda Sward (en) : Holly Kent (6 épisodes)
- Thomas F. Wilson : Coach Dorsey (5 épisodes)
- Julius Carry (en) : Principal Glen Rudd (4 épisodes)
- David Vincent (en) : Pat à 34 ans (épisode 1)
- Davida Williams (en) : Suzie (épisode 1)
- Jesse Heiman (épisode 1)
- Sam Horrigan : Judd Chulak (épisode 2)
- Erica Hubbard : Student Body President (épisode 2)
- Patrick Breen : Mr Jenkins (épisode 3)
- Yvette Nicole Brown : Woman (épisode 3)
- Ken Marino : Reuben (épisode 4)
- Jason Kravits : Dr Nachman (épisodes 5, 9 et 13)
- Mehcad Brooks : Shawn Hodges (épisode 5)
- Spencer Garrett (en) : Mike Kujakowski (épisode 5)
- Jack Wallace : Grandpa (épisode 5)
- Mike Erwin : Rob (épisode 6)
- Ana Ortiz : Mrs Rice (épisode 6)
- Josh Henderson : Jake (épisode 7)
- Erin Mackey (en) : Bonnie (épisode 7)
- Jordan Masterson (en) : Chris Landy (épisode 7)
- Bryan Fisher (en) : Mike Carusso / Indiana Jones (épisode 7)
- Joshua Swanson (en) : Dirtbag (épisode 7)
- Maury Sterling : Mr Adams (épisode 8)
- Robert Torti : Bobby Kindler (épisode 8)
- Stephen Tobolowsky : Mr Meyers (épisode 9)
- Bobby Edner : Larry Nachman (épisode 9)
- Taran Killam (en) : Dave (épisode 9)
- Jennifer Coolidge : Gwen Brody (épisode 10)
- Greg Cromer (en) : Maitre D' (épisode 11)
- Hamilton Mitchell (es) : Club Manager (épisode 11)
- Ben Stein : Teacher (épisode 11)
- Heather Stephens : Abby Suffin (épisode 12)
- Derek Lee Nixon : Handsome Guy (épisode 13)
- Aaron Himelstein : Andrew Wages (épisode 13)
- Barry Livingston : Judge (épisode 13)
- Nicholas D'Agosto : Todd York (épisode 14)
- Erik von Detten : Gary Ross (épisode 14)
- Kenneth Schmidt : Nathanial (épisode 15)

## Épisodes
| № | Titre                                              | Réalisation              | Scénario                        | Première diffusion |
| --- | -------------------------------------------------- | ------------------------ | ------------------------------- | ------------------ |
| 1 | Retour vers le passé Pilot                         | Lev L. Spiro (en)        | Rick Wiener et Kenny Schwartz   | 19 septembre 2002  |
| À la suite d'un choc électrique, Joel est propulsé à l'âge de 14 ans en 1981. |                                                    |                          |                                 |                    |
| 2 | titre français inconnu Joel Strikes Back           | Lev L. Spiro             | Rick Wiener                     | 26 septembre 2002  |
| Joel se met dans une sale position en vannant la brute du lycée, qui veut le lui faire payer. |                                                    |                          |                                 |                    |
| 3 | titre français inconnu Investing in the Future     | Michael Lange            | Alan R. Cohen et Alan Freedland | 3 octobre 2002     |
| Joel en a assez d'être sans cesse à court d'argent et décide d'utiliser ses connaissances futures pour trouver un travail. Le principal Rudd soupçonne Franck d'être impliqué dans un trafic de drogue.                                                             |                                                    |                          |                                 |                    |
| 4 | L'Anniversaire de mariage The Anniversary          | Michael Lange            | Marsha Myers                    | 10 octobre 2002    |
| 5 | titre français inconnu Take Me Out of the Ballgame | Lev L. Spiro             | Alan R. Cohen et Alan Freedland | 17 octobre 2002    |
| Joel s'apprête à revivre un des moments les plus gênants de son adolescence, au cours d'un match de baseball. |                                                    |                          |                                 |                    |
| 6 | titre français inconnu Rock 'n' Roll Parking Lot   | Lev L. Spiro             | Kenny Schwartz                  | 24 octobre 2002    |
| Joel emprunte la voiture de son père pour se rendre à un concert avec Pat. |                                                    |                          |                                 |                    |
| 7 | Le Baiser d'Halloween Hollyween / Halloween Kiss   | Bryan Gordon             | Casey Johnson et David Windsor  | 31 octobre 2002    |
| C'est Halloween et Joel décide de ne pas refaire les mêmes erreurs, il ne veut surtout pas échanger son premier baiser avec Bonnie, une fille collante. |                                                    |                          |                                 |                    |
| 8 | À la recherche de la nouvelle star Star Search     | Lev L. Spiro             | Josh Bycel et Jonathan Fener    | 7 novembre 2002    |
| Joel participe à un concours de musique scolaire et interprète une chanson connue dans le futur, il est alors repéré et participe à un télé crochet. |                                                    |                          |                                 |                    |
| 9 | La Fête du quartier The Block Party                | Shawn Levy               | Casey Johnson et David Windsor  | 14 novembre 2002   |
| Joel veut éviter que son père ne gagne la course à trois jambes du quartier et se fâcher avec tous les habitants. Il veut éviter que son amie souffre de son premier amour.                                                                                         |                                                    |                          |                                 |                    |
| 10 | La vie est dure Cold War                           | Allison Liddi-Brown (en) | Rick Wiener et Kenny Schwartz   | 15 novembre 2002   |
| Joel et son père se fâchent, il décide alors de quitter la maison. |                                                    |                          |                                 |                    |
| 11 | Les 15 ans de Joel Joel Larsen's Day Off           | Neal Israel              | Marsha Myers                    | 5 décembre 2002    |
| Joel, qui attendait beaucoup de son 35e anniversaire, décide de sécher les cours en compagnie de Pat et Isabelle pour fêter ses 15 ans. |                                                    |                          |                                 |                    |
| 12 | Les Cours particuliers Hot for Teacher             | Michael Engler           | Josh Bycel et Jonathan Fener    |                    |
| À cause de ses mauvais résultats en biologie, Joel doit prendre des cours particulier et il tombe amoureux de sa prof. |                                                    |                          |                                 |                    |
| 13 | Le Concours de sciences Short Cuts                 | Michael Lange            | Alan R. Cohen et Alan Freedland |                    |
| N'ayant pas recopié ses cours de sciences, Joel se voit dans l'obligation de remporter le concours de sciences pour avoir la moyenne et passer en seconde. Il demande alors de l'aide à un futur inventeur et milliardaire, qui tombe aussitôt amoureux d'Isabelle… |                                                    |                          |                                 |                    |
| 14 | Le Bal de la Saint Valentin Valentine's Day Dance  | Michael Spiller          | Rick Wiener et Kenny Schwartz   |                    |
| |                                                    |                          |                                 |                    |
| 15 | Chilghetti                                         | Lev L. Spiro             | Casey Johnson et David Windsor  |                    |
| Joel a réussi à convaincre son père de laisser sa mère déposer un brevet pour au moins une de ses inventions. Sa mère décide de présenter ses Chilghetti, des spaghettis à la sauce chili, la seule invention que Joel n'aime pas…                                  |                                                    |                          |                                 |                    |